# Wilbertzhohn
Wilbertzhohn ist ein Ortsteil der Gemeinde Eitorf im Rhein-Sieg-Kreis.

## Lage
Der Ort Wilbertzhohn liegt am nördlichen Ufer der Sieg und an den Steigungen des Nutscheid. 
|            | Rankenhohn                                  |                  |
| Bohlscheid | Kompassrose, die auf Nachbargemeinden zeigt | Niederottersbach |
|            | Baleroth                                    |                  |

## Geschichte
1830 hatte Wilbertzhahn 23 Bewohner.
1845 hatte der Weiler 35 katholische Einwohner in sechs Häusern.
1885 hatte Wilbertzhohn zehn Häuser mit 67 Einwohnern.
1901 gab es hier die Haushalte Peter Wilhelm Glasmacher, Wilhelm Hillesheim, Theodor Höhnscheid und Matthias Strunk. Alle waren Ackerer.
1925 waren in Wilbertzhohn neun Haushalte verzeichnet, davon vier Familien Glasmacher.